# سیریل کارترایت
سیریل کارترایت (انگلیسی: Cyril Cartwright; ۲۸ ژانویهٔ ۱۹۲۴ – ۲۹ سپتامبر ۲۰۱۵) دوچرخه‌سوار اهل بریتانیا بود.
از افتخارات وی میتوان به کسب مدال طلا تعقیبی انفرادی در بازی‌های کشورهای همسود ۱۹۵۰ اشاره کرد.